# Crotalaria vanmeelii
Crotalaria vanmeelii är en ärtväxtart som beskrevs av Rudolf Wilczek. Crotalaria vanmeelii ingår i släktet sunnhampor, och familjen ärtväxter. Inga underarter finns listade i Catalogue of Life.